# Amy Rose
Amy Rose (エミー・ローズ・ザ·ヘッジホッグ Emī Rōzu za Hejjihoggu, "Amy Rose the Hedgehog"), ursprungligen kallad Rosy the Rascal, är en fiktiv karaktär i Segas spelserie Sonic the Hedgehog. Hon är en rosa antropomorf igelkott med en glad och tävlingsinriktad personlighet. Amy är känd för sina obesvarade och starka känslor för seriens huvudkaraktär Sonic. De har räddat livet på varandra vid ett flertal tillfällen och är goda vänner. Under spelseriens första år ändrades hennes utseende många gånger.
Amy debuterade 1992 i mangaserien Sonic the Hedgehog skapad av Kenji Terada. Hennes första framträdande i spelsammanhang kom 1993 i Sonic the Hedgehog CD och hon blev en spelbar karaktär i Sonic Drift 1994. Hon har sedan dess förekommit i flera spel, både i huvudserien och i spinoff-titlar, i serietidningar och i tv-serier som Sonic Boom. Hon har fått ett blandat mottagande från recensenter. Samtidigt som några har ansett henne vara söt och kraftfull har andra kritiserat röstskådespeleriet och hennes personlighet. Hon har regelbundet förekommit i Sonic-merchandise.

## Figuren
Amy är en 12 år gammal rosa antropomorf igelkott skapad av Kenji Terada till mangaserien Sonic the Hedgehog i vilken hon debuterade 1992.
Karaktären fick en annan design följande år i Sega CD-spelet Sonic the Hedgehog CD. I spelets tidiga konceptkonst är hon väldigt lik utseendet hon fick i spelet, med undantag för skorna som blev större och plattare. Färgsättningen var först röd, inklusive hennes kjol, förutom en grön skjorta. Karaktären hade två andra namn i förhandstittar till spelet; Rosy the Rascal och Princess Sally, en karaktär i tv-serien Sonic the Hedgehog. Amy fick sin nuvarande design, en röd dress och röda skor, i Sonic Adventure.
Trots att figuren omdesignades till spelet Sonic Boom och tv-serien Sonic Boom anses inte dessa vara kanon. För att matcha Sonic Booms skifte i stil ville nykomlingen i Sonic-världen, Big Red Button Entertainment, göra henne till en mer självständig karaktär i förhållande till Sonic och bli en motvikt gentemot sin återkommande plats i periferin i spelen. Hon blev mer "smidig och elegant", och kunde utföra svåra fysiska uppgifter med lätthet.

### Personlighet och egenskaper
Amy har en glad, sprudlande, driven, tävlingsinriktad, och intuitiv personlighet. Hon är förälskad i Sonic the Hedgehog och ägnar mycket av sin tid till att jaga honom, för att se till att han är oskadd och visar sin förtjusning. Trots att Sonic inte besvarar hennes känslor och är irriterad på det och till och med undviker henne, ogillar han inte henne. Yuji Naka, tidigare anställd på Sonic Team, har nämnt att Amy skapades "för att jämt jaga Sonic", och, trots återkommande önskemål från fans, att det inte är troligt att de kommer gifta sig.
Likt de flesta figurer i Sonic-spelserien kan Amy springa i övermänsklig hastighet men inte lika snabbt som Sonic. Hon attackerar fiender med sitt ständigt medföljande favoritvapen "Piko-Piko Hammer", vilket hon behärskar med ackuratess. Karaktären har också andra färdigheter, som att läsa tarokort och använda slagruta.

## Framträdanden
I Sonic CD blir Amy förälskad i Sonic. Hon följer honom till Never Lake där hon kidnappas av Metal Sonic och det är upp till Sonic att rädda henne. När han på en av spelets sista nivåer lyckas med det kysser Amy honom. Sonic besegrar Metal Sonic och Dr. Robotnik och återvänder med Amy.
I Sonic Adventure är Amy en spelbar karaktär. Hon klagar över hur uttråkad hon är när en fågel med ett halsband av Kaos-Smaragder plötsligt kraschlandar på henne. Hon skyddar därefter fågeln från en av Robotniks robotar.
I Sonic Adventure 2 räddar Amy Sonic som sitter fängslad och frågar honom om han vill gifta sig med henne, men åter vägrar Sonic. När hon letar efter Sonic för att rädda honom ännu en gång, hittar hon Shadow the Hedgehog efter att ha misstagit honom för Sonic. Robotnik attackerar henne medan Tails skyddar henne. Hon ägnar sedan mycket av det återstående spelet med att leta efter Kaos-Smaragder med Tails och Knuckles the Echidna.
Amy är en spelbar karaktär i plattformsspelen Sonic Advance, Sonic Advance 2 och Sonic Advance 3 till konsolen Game Boy Advance. Tillsammans med Sonic, Tails, Knuckles och, i de två senare spelen, Cream, fritar hon djur från Robotniks robotar och försöker förhindra honom att bygga ett imperium. Till skillnad mot de andra karaktärerna i Sonic Advance begränsades Amys förmåga att attackera fiender på grund av att hon inte kunde snurra samtidigt som hon hoppade. Detta ändrades i de två efterföljande spelen.
Hon är också spelbar i Sonic Heroes där hon ingår i "Team Rose" som en "snabb" karaktär. De andra i laget är Cream the Rabbit och Big the Cat.
Amy är en valbar förare i racingspelen Sonic Riders, Sonic Riders: Zero Gravity och Sonic Free Riders och medverkar även i spelen Shadow the Hedgehog, Sonic the Hedgehog (2006) samt Sonic Lost World där hon och Knuckles vaktar skogsdjur samtidigt som Sonic och Tails räddar djurens vänner.
Karaktären figurerar i filmsekvenser där hon flirtar med Sonic, däribland i spelen Sonic Unleashed, Sonic Generations och Nintendo DS-versionen av Sonic Colors. I Sonic and the Black Knight går Sonic med på en dejt med Amy innan han förflyttas till Kung Arturs värld, med en alternativ version av Amy som Viviane.
Hon är en spelbar karaktär i flertalet Sonic-spinoffs i olika genrer, exempelvis i fightingspel, racingspel och partyspel. Amy Rose har också förekommit i spel utanför Sonic-spelserien, däribland Sega Superstars Tennis och Sonic & Sega All-Stars Racing, samt crossovers som Mario & Sonic at the Olympic Games och Super Smash Bros. Brawl.
Utöver medverkan i spel förekommer Amy Rose även i ett flertal serietidningar och tv-serier.

## Mottagande
Amy har fått blandad respons från kritiker. Jeff Tozai på Huffington Post uttryckte "mer Amy Rose" i Sonic-spelserien, så som ett spel som innehöll henne och Tails, i en artikel som var kritisk till vart serien överlag var på väg. Lucas M. Thomas på IGN skrev att ”En av de coolaste sakerna med [Amy] är hennes enorma hammare” (ofta använd för komisk effekt), och hoppades att hon skulle bli en spelbar karaktär i Super Smash Bros. Brawl. Trots att Amy beskrevs som söt av Alex Huhtala på Computer and Video Games och skribenter på Sega Saturn Magazine, kallade Jem Roberts på den brittiska tidskriften Official Dreamcast Magazine henne en ”liten-rosa-hund-liknande-sak.”
Figurens personlighet har beskrivits som irriterande. Thomas East på Official Nintendo Magazine omnämnde henne som en av sina mindre favoriter bland Sonic-karaktär, och sade att hon ”verkligen inte är en intressant karaktär” och är ”irriterande”. Jim Sterling på Gamesradar rankade Amy trea från slutet på en liknande lista och skrev helt sonika: ”Total bitch”, i kontrast till mer text kring andra karaktärer på hans lista. På samma webbplats beskrev Justin Towell henne som en ”tjurig, irriterande barnunge” i Sonic Adventure. Patrick Farren på What Culture refererade till henne som ”en av spelvärldens mest irriterande kvinnor”, och kritiserade sättet hon ”möter Sonic till synes bara för att lägga beslag på.” Jem Roberts hänvisade till henne som ”godhjärtad” men ”oacceptabelt tjurig”. Figurens röst har blivit kritiserad och Rogers och Farren har jämfört den med Mimmi Piggs röst. Towell och Mean Machines uttryckte allmänt missnöje över introduceringen av henne i Sonic CD. Utvecklarnas förhållande till Amy som en kvinnokaraktär och dess implikationer sett till hur kön representeras i datorspel har också ifrågasatts. Electronic Gaming Monthly ansåg hennes rosa färger och tendens att springa iväg från fara vara stereotypa drag och vanliga hos japanska kvinnliga karaktärer.
Karaktären har använts som Sonic-merchandise. 2010 förekom hon i leksaksutgåva som föreställde hennes design från Sonic CD, istället för hennes moderna variant. Som ett exempel på kulturen för årtiondet förekommer Amy och Sonic i Simpsons-episoden That '90s Show på en reklamskylt som förespråkar återhållsamhet. Sonic friar med texten "Sonic the Hedgehog säger vänta tills äktenskapet."